# Ralph Darling

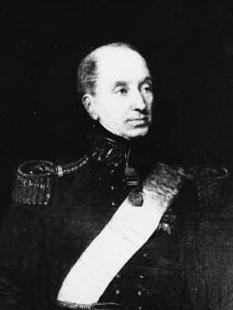
Ralph Darling

Ralph Darling (de 1772 al 2 de abril de 1858) fue un gobernador colonial británico y el gobernador de Nueva Gales del Sur desde 1825 hasta 1831.

## Inicios de su carrera
Darling entró en el ejército británico como Alférez en 1793 , y en agosto de 1796 fue nombrado secretario militar por Ralph Abercromby. Después de haber mandado un regimiento en la Batalla de Elviña , Darling luego fue ascendido a coronel honorario en 1810.
Desde febrero de 1819 a febrero de 1824, Darling mando las tropas británicas en Mauricio, antes de que fuera gobernador de la isla durante los últimos tres años de su estancia. Fue en gran parte a causa de este servicio que Darling fue nombrado Gobernador de sesiones de Nueva Gales del Sur en 1824. Sin embargo, Darling fue muy impopular en Mauricio, en particular por permitir que una fragata británica violara una cuarentena y comenzara una epidemia de cólera.

## Vida Familiar
El 13 de octubre de 1817, Darling se casó con Elizabeth Dumaresq (nacida en Macao,el 10 de noviembre de 1798, muriendo el 3 de septiembre de 1868).Ralph Darling era el hermano mayor del General Henry Darling, padre de Su Excelencia Sir Charles Henry Darling, Orden del Baño.

## Nombres de lugares
Las siguientes características son el nombre de Ralph Darling o miembros de su familia inmediata:
- Río Darling
- Puerto Darling
- Darling Downs
- Montes Darling
- Darling Street, la calle principal de Balmain
- Los suburbios de Sydney de Darlinghurst y Darling Point